# Église Saint-Isidore de Séville
Pour les articles homonymes, voir Église Saint-Isidore.
L'église Saint-Isidore (espagnol : Iglesia de San Isidoro) est un édifice religieux catholique de style gothique-mudéjar situé à Séville, en Espagne. Édifiée au XIVe siècle, elle est le siège d'une paroisse catholique.

## Situation et histoire
Elle se situe dans un des endroits les plus élevés de la ville, où des excavations archéologiques ont trouvé les premières colonies de la cité. Elle appartient au groupe de paroisses fondées aussitôt après la conquête castillane de la ville en 1248. L'église actuelle a été construite au XIVe siècle, en suivant les paramètres gothique-mudéjares.
Par son emplacement privilégié dans le centre urbain, l'église paroissiale Saint-Isidore a stimulé la création de chapelles et a bénéficié de nombreuses donations. Elle a été notamment voisine de personnages illustres, comme Miguel de Cervantes et Bartolomé Esteban Murillo.

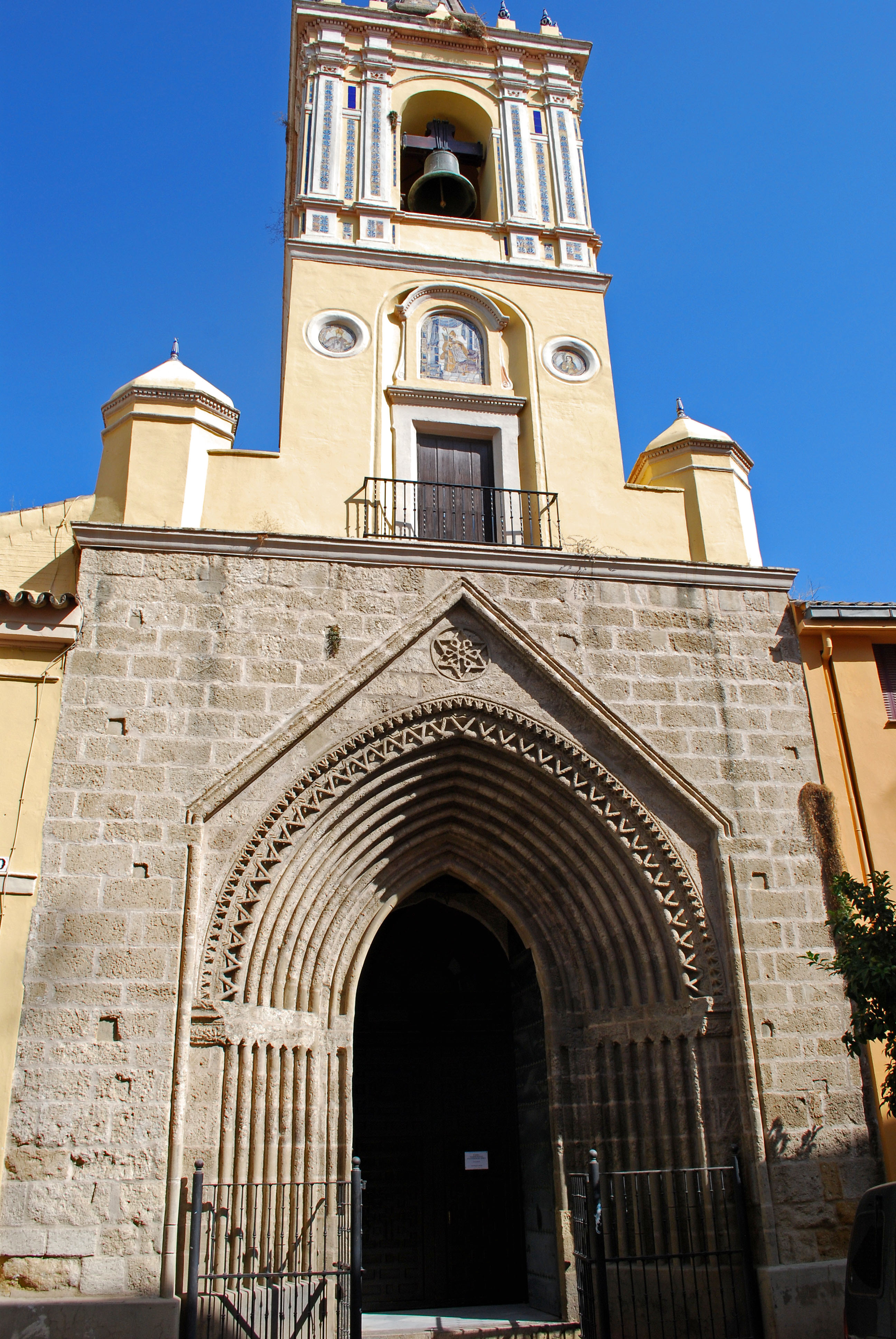
Portail et clocher.
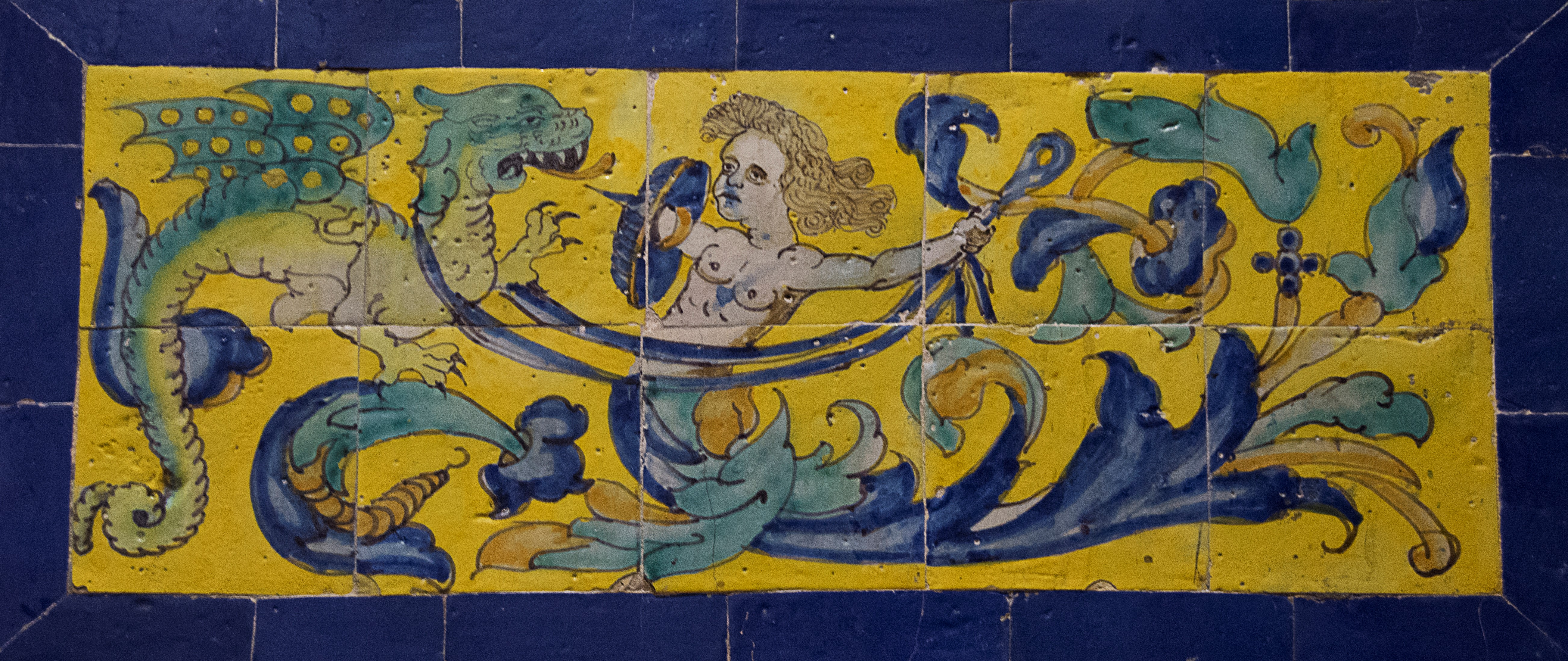
Détail d'une frise d'azulejos de la chapelle du Sang du Christ ou des Maestres, œuvre d'Hernando de Valladares (1609).
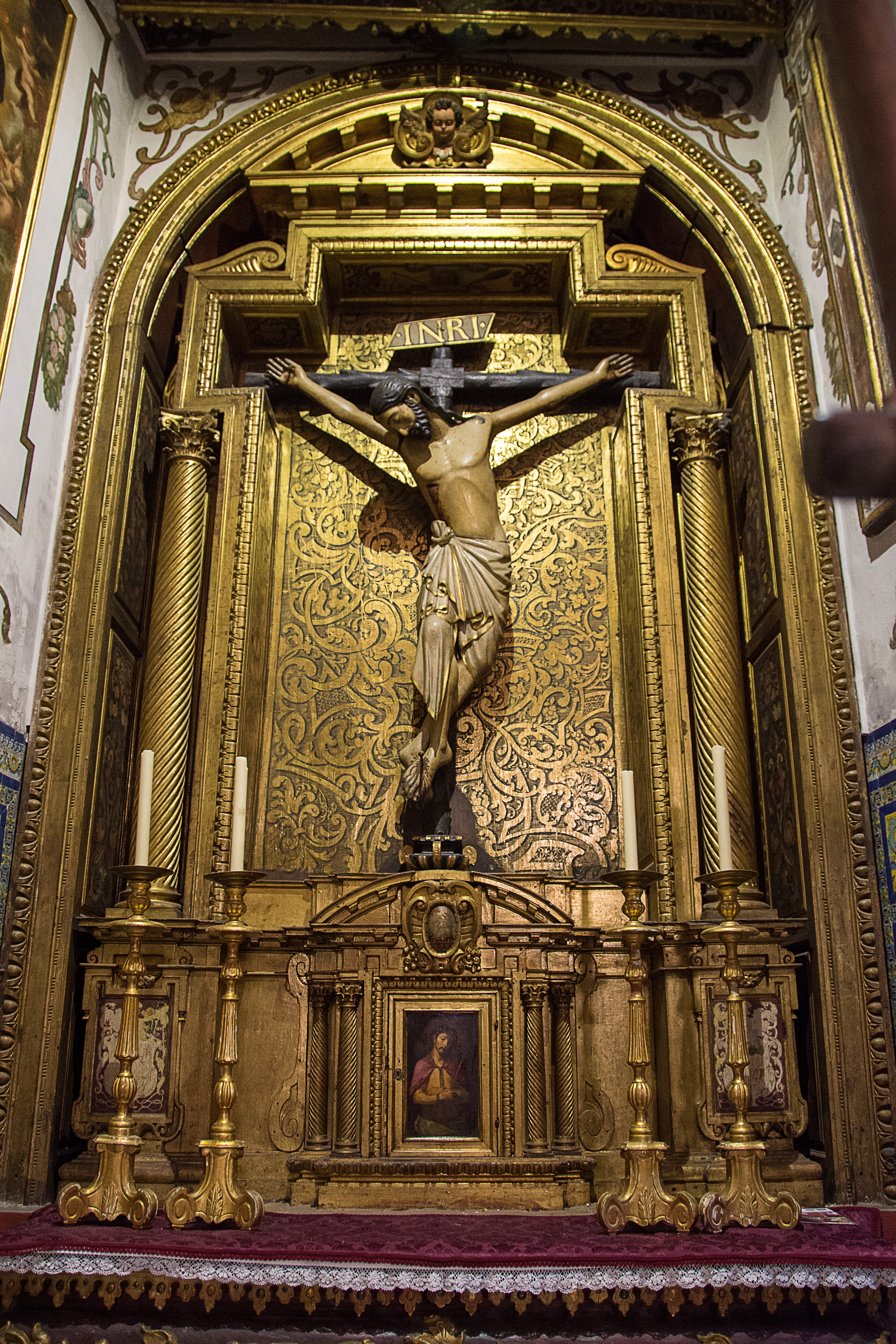
Retable du Sang du Christ ou des Maestres, crucifix gothique du XIVe siècle.
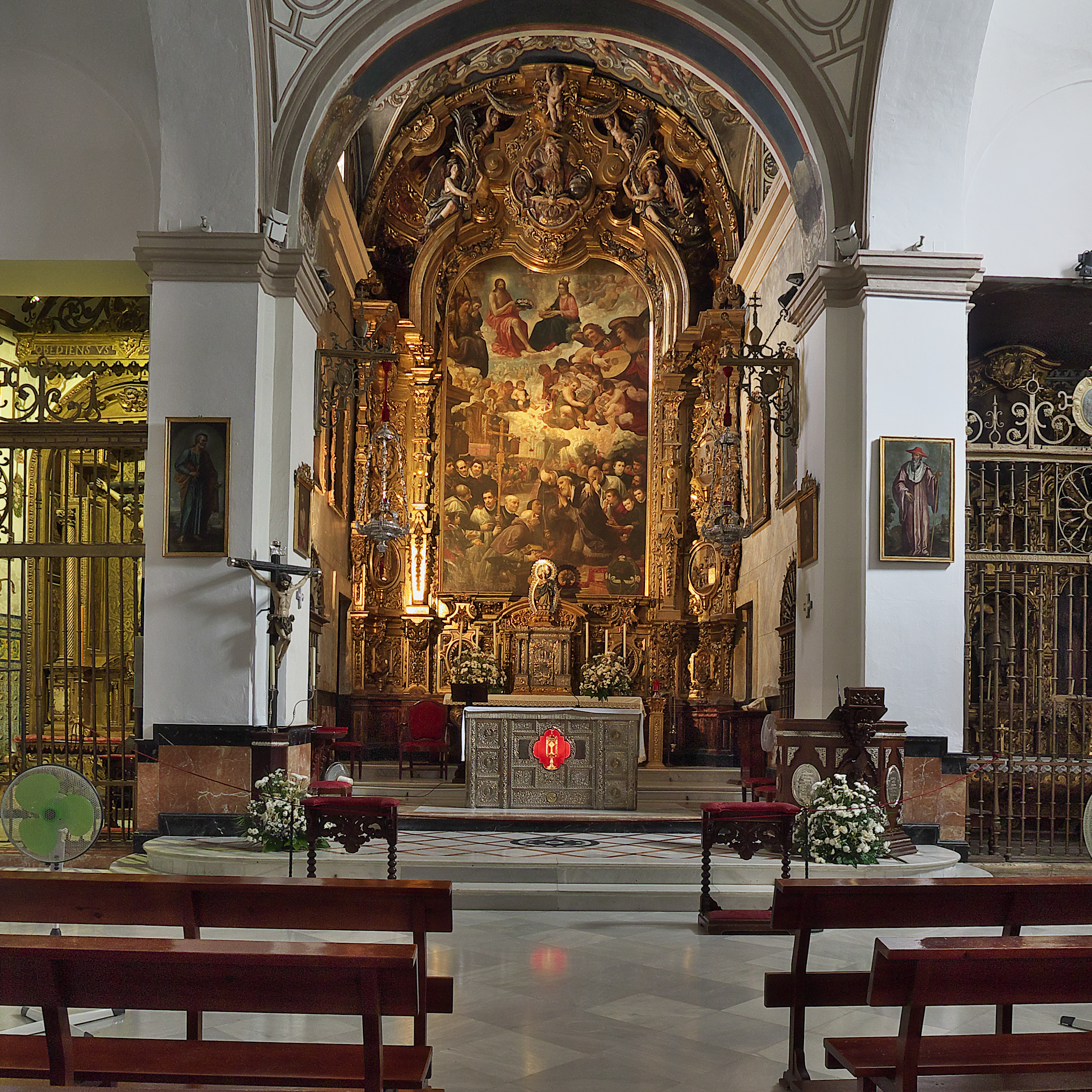
Retable majeur de l'abside.